# Petit chien russe
Le Toy Terrier Russe (Toychik, Toy-tchik) est une race de chien de compagnie d'origine russe. La Fédération cynologique internationale le reconnaît sous le nom de Russkiy Toy. Il est également appelé Russian Toy Terrier, en anglais et Petit chien russe en français. C'est une des plus petites races de chiens existante, relativement facile à éduquer.

## Origine

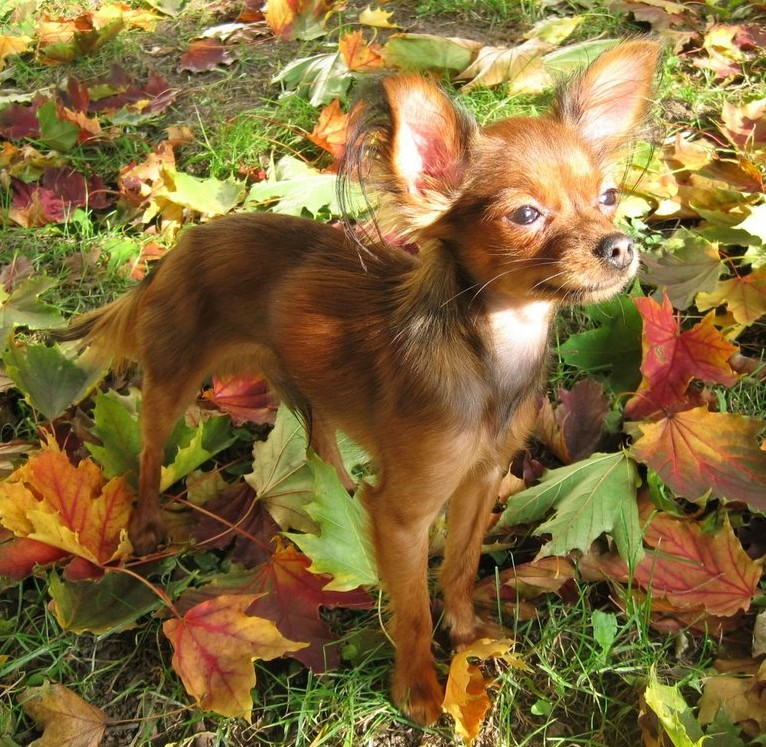
Petit chien russe à poils longs.

Le Petit chien russe  descend de l'English Toy Terrier, race appréciée de la Cour de Russie au début du XXe siècle. Décimée à la révolution d'Octobre, la race s'est perdue. Au cours des années 1950, une poignée de Russes passionnés décident de la recréer en accouplant les rares survivants. L'utilisation de géniteurs non strictement conformes au standard aboutit à la création d'une race, à poil lisse et court, très éloignée du modèle, l'English Toy Terrier,.  En 1958, une variété qualifiée à poil long s'ajoute au standard.

## Aspect
Le Petit chien russe a une allure vive, élégante et pleine de grâce. De petite taille, 20 à 28 cm au garrot, il a de très grandes jambes, de grandes oreilles hautement implantées et un museau fin au bout duquel se trouve une petite truffe assortie à la robe.
Une longue queue s'ajoute au squelette. Ses grands yeux  lui donnent un air charmeur.
La préférence va aux robes de couleurs soutenues. Le feu peut s'allier au noir, au marron ou au bleu sans exclure une couleur rougeâtre de base.
Les poils des oreilles de la variété à poils longs n'atteignent leur taille définitive qu'à l'âge de 3 ans.

## Caractère

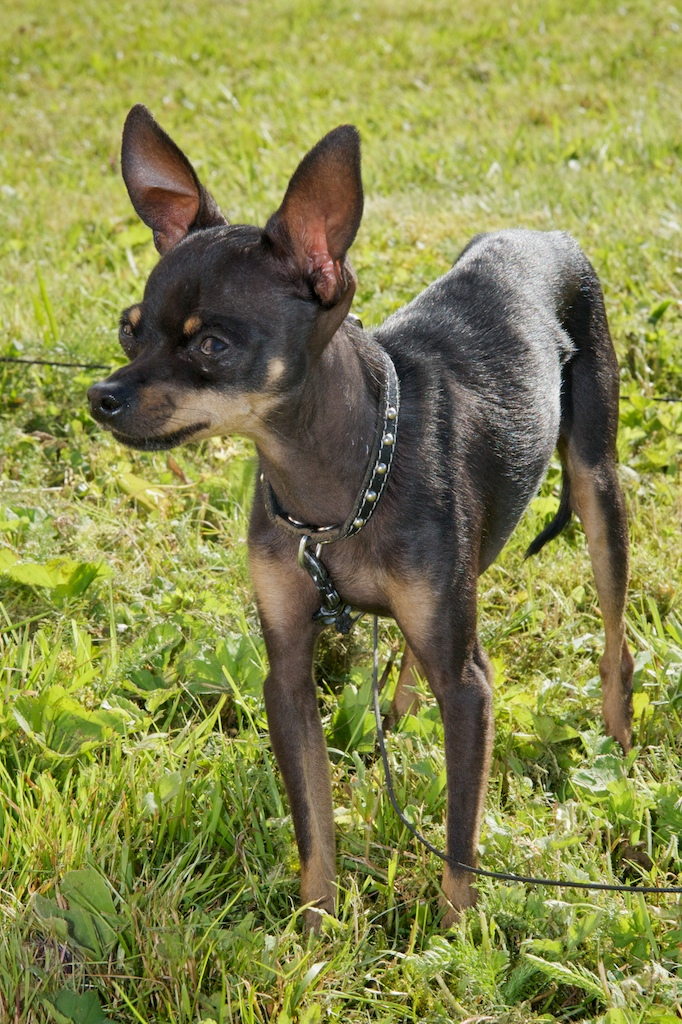
Petit chien russe à poils courts.

Intelligent, curieux, non-agressif, vif et  joueur, c'est un compagnon idéal, relativement facile à éduquer. Il est d'une grande sociabilité même vers les étrangers[réf. nécessaire] et ses élans d'amitié sont courants[réf. nécessaire]. Ses relations de sympathie naturelle avec ses congénères se développent aussi avec les chats[réf. nécessaire]. Seuls les rats et autres rongeurs réveillent son instinct de Terrier[réf. nécessaire].

## Santé et soins
Les deux variétés du Petit chien russe sont hypoallergéniques puisqu'elles ne possèdent pas de sous-poil. 
La variété à poils longs n'est pas astreinte au toilettage. S'en occuper est extrêmement facile, il suffit de brosser ses poils une fois par semaine. Malgré sa petite taille, ce chien est robuste et rarement malade. En hiver, le chien développe des pellicules,  mais on peut facilement les enlever avec l'aide d'un shampoing.